# Stephan Wolters
Stephan Wolters (* 25. Juli 1967 in Geldern) ist ein deutscher Politiker (CDU) und seit 2022 Mitglied des Landtages von Nordrhein-Westfalen.

## Leben und Beruf
Wolters wuchs auf dem elterlichen Hof in Hartefeld auf und lebt dort bis heute. Er besuchte die St. Antonius Grundschule in Hartefeld und machte sein Abitur am Friedrich-Spee-Gymnasium in Geldern. Danach machte er seinen Wehrdienst und eine Ausbildung zum Bankkaufmann. Nach einem berufsbegleitenden Studium zum Bankfachwirt und Bankbetriebswirt an der Akademie Rheinischer Genossenschaften in Forsbach war er als Kundenberater, Geschäftsstellenleiter und Finanzierungsberater bei einer Genossenschaftsbank tätig. Anschließend war er im Kreditbereich einer Sparkasse tätig. Dabei machte er erneut eine berufsbegleitende Ausbildung zum Landwirt über die Landwirtschaftskammer Nordrhein-Westfalen an der Fachschule in Grevenbroich und schloss diese erfolgreich ab. Danach übernahm er den elterlichen landwirtschaftlichen Betrieb und begann mit einer Bewirtschaftung im Nebenerwerb.

## Politische Tätigkeit
Wolters war ab 1985 in der Jungen Union aktiv und später Vorsitzender der Jungen Union Geldern.
Wolters ist aktiv im CDU-Ortsverband Hartefeld-Vernum, war im Stadtverband Geldern Beisitzender und stellvertretender Vorsitzender und ist seit 2005 Vorsitzender des Stadtverbandes. Zudem ist er Mitglied im CDU-Kreisvorstand Kleve, der Mittelstands- und Wirtschaftsunion und im CDU-Agrarausschuss.
Von 2009 bis 2020 war er Mitglied des Stadtrates Geldern. Dabei war er Mitglied im Haupt- & Finanzausschuss, im Ausschuss für Umwelt, Mobilität & Liegenschaften und im Aufsichtsrat der Stadtwerke Geldern. Seit 2014 ist er Kreistagsmitglied des Kreises Kleve. Er ist Mitglied des Kreisausschusses, Vorsitzender des Ausschusses für Klima, Landwirtschaft, Umwelt & Naturschutz, stellvertretendes Mitglied im Kuratorium der höheren Landbauschule Haus Riswick Kleve, Mitglied des Fraktionsvorstandes der CDU-Kreistagsfraktion und stellvertretendes Mitglied der Euregio Rhein-Maas.
Bei der Landtagswahl in Nordrhein-Westfalen 2022 befand er sich auf Platz 110 der Landesliste der CDU Nordrhein-Westfalen. Im Wahlkreis Kleve I gewann er mit 44,8 % der Erststimmen das Direktmandat und zog damit in den Landtag ein.

## Politische Positionen
Wolters fordert eine „Unterstützung des digitalen Ausbaus in allen Lebensbereichen, [m]oderne Schulen und Kindertagesstätten“.

## Mitgliedschaften
Wolters ist Jagdvorsteher der Jagdgenossenschaft Geldern 13. Zudem ist er Vorstandsmitglied der Forstbetriebsgemeinschaft Geldern.

## Privates
Wolters ist verheiratet und Vater zweier erwachsener Töchter.